# Growing Up (IU)
Growing Up è il primo album in studio della cantante sudcoreana IU, pubblicato nel 2009 dall'etichetta discografica LOEN Entertainment.

## Il disco
L'album è stato pubblicato in Corea del Sud il 23 aprile 2009. Il 16 maggio 2011 sono stati caricati i video musicali di Boo e You Know (Rock Ver.) sul canale ufficiale della casa discografica. L'album non ha conquistato nessuna posizione rilevante, mentre Boo e You Know (Rock Ver.) si sono classificati, rispettivamente, alla nona e alla diciottesima posizione della Circle Chart.
L'album contiene cinque delle sei tracce dell'EP di esordio di IU, Lost and Found, a esclusione della strumentale di Lost Child.

## Tracce
Testi di Choi Kab-won.
1. Looking at You (바라보기; Barabogi) – 3:23
2. Boo – 3:23
3. Pitiful (가여워; Gayeowo) – 3:20
4. A Dreamer – 4:05
5. Every Sweet Day – 3:29
6. Lost Child (미아; Mia) – 3:42
7. Four Without Me (나 말고 넷; Na malgo net) – 3:10
8. You Know (있잖 아; Itjana) (feat. Mario) – 3:21
9. Graduation Day (졸업하는 날; Joreophaneun nal) – 3:44
10. Feel So Good – 4:03
11. Ugly Duckling (미운 오리; Miun ori) – 3:28
12. Face to Face (After Looking At You) (마주보기 (바라보기 그 후); Majubogi (barabogi geu hu)) – 3:23
13. Lost Child (Acoustic Ver.) (미아; Mia) – 3:47
14. You Know (Rock Ver.) (있잖 아; Itjana) – 3:10
15. Boo (Instrumental) – 3:23
16. Pitiful (Instrumental) – 3:20

## Classifiche
| Classifica (2012) | Posizione massima |
| ----------------- | ----------------- |
| Corea del Sud     | 6                 |